# فوشين جديد
الفوشين الجديد مركب عضوي بالصيغة [(H 2 N (CH 3 ) C 6 H 3 ) 3 C] Cl. وهي مادة صلبة ذات لون أخضر تستخدم كصبغة من فئة ثلاثي إلميثان. إنه أحد المكونات الأربعة للفوشين الأساسي وأحد المكونين المتاحين كصبغات فردية. والآخر هو باراروسانيلين. يتم تحضيره عن طريق تكثيف أورثو تولويدين بالفورمالديهايد.

## أنظر أيضا
- فوشين